# Кулиев, Якуб Кулиевич
Яку́б Кулие́вич Кулие́в (25 января 1900, Шуша, Елизаветпольская губерния — 20 декабря 1942, Сталинградская область) — советский кавалерийский военачальник, генерал-майор (11.02.1942). По словам историка Айро Саркисова, является первым генералом-азербайджанцем, удостоенным этого звания в период Великой Отечественной войны. Активный участник борьбы с басмачеством в Туркестане и Великой Отечественной войны. Кавалер ордена Трудового Красного Знамени Туркменской ССР, двух орденов Красного Знамени и ордена Ленина (посмертно).

## Биография

### Происхождение
Родился 25 января 1900 года в семье Аллахгулу и Зулейхи Кулиевых в городе Шуша Елизаветпольской губернии Российской империи (ныне Азербайджан), но в шестимесячном возрасте был вывезен в Туркмению, где и вырос. Так, спасаясь от ужасов армяно-тюркской резни, а также в поисках лучшей жизни, родители Кулиева переехали в Закаспийскую область. Сначала семья поселилась в городе Мерв, а позже переехала в Иолотань, где родились брат Кулиева Кулам и сестра Бадсабах.
Согласно некоторым источникам, в том числе и двум наградным листам, по-национальности Кулиев — лезгин, однако, по словам азербайджанского исследователя Шамистана Назирли, Кулиев — азербайджанец. На это, согласно Назирли, указывают как другие архивные документы, так и то, что в 1900 году в Шуше не было лезгин. Назирли отмечает, что встречался с живущей в Гяндже племянницей (дочерью сестры) генерала, Хадиджой Аббасовой, которая сказала ему, что они не лезгины. По словам Назирли о том, что Якуб Кулиев по-национальности азербайджанец, писала также туркменский историк Роза Базарова в своей монографии, отрывок из которой был опубликован в газете «Эдебият ве сунгат» от 25 января 1970 года. По словам внука сестры Якуба Кулиева Габиба Аббасова, и отец и мать Кулиева были азербайджанцами. В наградном листе родного брата Якуба Кулиева, Кулама Кулиева было указано, что он по-национальности — азербайджанец. О том, что Якуб Кулиев — азербайджанец, писали также кандидат исторических наук Айро Саркисов и доктор исторических наук Гараш Мадатов. В газете «Бакинский рабочий» от 1980 года Якуб Кулиев назван «доблестным сыном двух народов — азербайджанского и турменского».
Якуб Кулиев, а вскоре и его брат стали ходить в русско-туземную школу. К моменту поступления в школу, Якуб и его брат Кулам говорили по-туркменски и по-азербайджански, русский же знали плохо, из-за чего учиться поначалу братьям было трудно. В 1916 году скончался отец Кулиева. А несколько раньше его бездетный дядя Зейнал, брат матери, взял к себе на Кавказ сестру.
Член ВКП(б) с 1919 года.

### Гражданская война
С декабря 1917 года — в рядах Красной гвардии: боец Социалистической бригады при Советском департаменте города Мерв (ныне Мары, Туркменистан).
На военной службе в Красной Армии с весны 1918 года — в качестве добровольца. Активный участник Гражданской войны и установления Советской власти в Туркестане. В августе 1918 — феврале 1920 годов — красноармеец в составе войск Закаспийского фронта. Имел боевые ранения.
В 1920 году был произведён в красные командиры (краском) с назначением на должность командира взвода Отдельного кавалерийского дивизиона 1-й Туркестанской стрелковой дивизии.
В 1921—1924 и 1929—1931 годах участвовал в борьбе с басмачеством и, в частности, в операции конца апреля-начала мая 1931 года по разгрому у каракумского колодца Кзыл-Каты банды Мурат-Али-хана. За боевую доблесть, проявленную в ходе операций, был удостоен ордена Трудового Красного Знамени Туркменской ССР и Почётной грамоты ЦИК Туркменской ССР, а также ценных подарков от РВС СССР и Военного Совета САВО. Кроме того, трижды представлялся к награждению орденом боевого Красного Знамени РСФСР, но данные представления не получили реализации в вышестоящих штабах.
Приблизительно со второй половины 1920-х и по 1933 год — военнослужащий 2-го Туркменского кавалерийского полка 4-й Туркменской отдельной кавалерийской бригады (с 27 сентября 1932 года — 4-я Туркменская горно-кавалерийская дивизия) Среднеазиатского военного округа:
- по состоянию на 1927 год — командир 2-го сабельного эскадрона;
- в 1929—1932 годах — начальник полковой школы младшего начальствующего состава;
- в 1932—1933 года — начальник штаба полка.

В 1933—1936 годах — слушатель очного отделения Военной академии имени М. В. Фрунзе, которую закончил с дипломом 1-й степени. В этот же период в порядке переаттестации комначсостава на персональные воинские звания произведён в капитаны.
В 1936 — октябре 1938 годов — на ответственных постах в штабе 18-й Туркменской горно-кавалерийской дивизии САВО (Военный гарнизон города Мары Туркменской ССР); в данный период был произведён в майоры):
 — в 1936 — декабре 1937 годов — начальник 1-го (оперативного) отделения штаба дивизии. Одновременно назначался Врид командира 25-го горнокавалерийского полка;
 — в декабре 1937 — октябре 1938 годов — начальник штаба соединения.
В октябре 1938 — апреле 1939 годов — слушатель Курсов усовершенствования высшего командного состава при Военной академии Генерального штаба Красной Армии. Произведён в полковники.

### Великая Отечественная война
В мае 1940 — июне 1941 года — на ответственных постах в штабе САВО: начальник отдела боевой подготовки, а с октября 1940 года — помощник командующего войсками округа по организационно-мобилизационным вопросам.
В это же период избран депутатом Верховного Совета Узбекской ССР.
22 июня 1941 года был назначен командиром 21-й горно-кавалерийской дивизии 4-го кавалерийского корпуса САВО. Первый приказ, подписанный ими в качестве комдива-21, — № 061 от 11 июля 1941 года «Об испытаниях нач. состава дивизии».
В должности комдива-21 состоял по 1 января 1942 года.
Впервые в составе действующей армии — с 22 июля 1941 года как комдив-21.
Боевое крещение принял 2 августа 1941 года у станции Понятовка Шумячского района Смоленской области. На тот момент 21-я горно-кавалерийская дивизия де-юре входила в состав Оперативной группы войск 28-й армии (1-го формирования) Западного фронта, но с 4 августа 1941 года — 13-й армии Центрального фронта (1-го формирования) и (с 16 августа 1941 года) — Брянского фронта (1-го формирования).
10-12 августа 1941 года главные силы 21-й горно-кавалерийской дивизии под его руководством вели упорные бои в Климовичском районе Могилевской области Белорусской ССР, находясь в плотном кольце вражеского окружения и были разгромлены.
В течение двух недель в составе группы в семь человек командиров и бойцов, включая начальника Особого отдела НКВД СССР 21-й горно-кавалерийской дивизии старшего лейтенанта госбезопасности А. С. Кибальникова полковник Кулиев пробирался по тылам врага к линии фронта и в ночь на 26-е августа вышел к своим на участке обороны 55-й кавалерийской дивизии Брянского фронта.
20 сентября 1941 года полковник Кулиев назначен командиром Сводной кавалерийской группы, в которой были объединены остатки 21-й, 52-й и 55-й кавалерийских дивизий. Группа успешно действовала в составе Оперативной группы Брянского фронта под командованием генерал-майора А. Н. Ермакова. В течение 20 суток в районе Ямполь-Орловка кавалеристы Кулиева отбивали атаки противника и успешно действуя малыми группами в ночное время уничтожали врага. В боях под Орловкой ими было подбито 12 танков и уничтожено до 800 гитлеровцев. При прорыве немцев от Глухова на Севск группа оказалась отрезана от своих войск, но благодаря умелому руководству командира с боями вышла через фронт противника к своим, сохранив при этом всю материальную часть. За образцовое выполнение заданий командования на фронте борьбы с немецкими захватчиками и проявленные при этом доблесть и мужество полковник Кулиев был награждён орденом Красного Знамени.
В ходе Елецкой операции правого крыла Юго-Западного фронта 6-16 декабря 1941 года полковник Кулиев являлся заместителем командующего Северной оперативной группы войск 13-й армии.
1 января 1942 года был освобождён от должности командира 21-й горно-кавалерийской дивизии и отозван с фронта в Москву, что было вызвано просьбой руководства ЦК компартии Туркмении, чтобы Кулиев возглавил один из двух находившихся в стадии формирования туркменских национальных кавалерийских соединений.
В Москве был удостоен ордена Красного Знамени. Одновременно получил предписание об убытии в город Мары Туркменской ССР возглавить формируемую из коренных жителей Туркмении 97-ю отдельную кавалерийскую дивизию Среднеазиатского военного округа.
11 февраля 1942 года ему присвоено очередное воинское звание генерал-майор, а 13 августа он назначается заместителем по строевой части командира 4-го кавалерийского корпуса, в составе которого 11 октября 1942 года прибывает на Сталинградский фронт. 4-й кавалерийский корпус принимает участие в Сталинградской битве в составе 51-й армии.
В ноябре 1942 года по приказу командования Сталинградского фронта с целью облегчения действия наступающей пехоты Якуб Кулиев возглавляет рейд 61-й кавалерийской дивизии по тылам 4-й пехотной и 8-й кавалерийской дивизии противника. В результате, 22-25 ноября в районе Курган-Соляной — Уманцево была полностью разгромлена 8-я румынская кавалерийская дивизия, нанесены большие потери 1-й и 4-й пехотным дивизиям врага. Якуб Кулиев лично водил в конную атаку 222-й кавалерийский полк.
В бою 23 ноября за Курган-Соляной учитывая сложность обстановки, генерал-майор лично находился в цепи наступающих бойцов и руководил взятием села. Было уничтожено 18 орудий, 15 пулеметов, убито до 800 солдат и офицеров врага, а 250 — взяты в плен. 25-26 ноября дивизия вела бои с танковой группой противника в составе 50 танков и до полка мотопехоты. В ходе боев Якуб Кулиев находился на позициях артиллеристов и руководил отражением танковых атак немцев. Дивизия, не имея танков, остановила немецкую таковую группу, не допустила её прорыва на восток и отбросила немцев на 5 км к западу. Потери противника составили 6 танков и до 250 человек пехоты.
20 декабря 1942 года в районе Котельникова генерал-майор Якуб Кулиев в результате авианалета противника был тяжело ранен и скончался от ран по дороге в полевой госпиталь села Абганерово. В конце декабря 1942 года тело генерал-майора Кулиева самолётом было доставлено в ставший ему родным туркменский город Мары и похоронено на территории центрального городского парка, на берегу реки Мургаб. Генерал-майор Якуб Кулиев «За образцовое выполнение боевых заданий командования на фронте борьбы с немецкими захватчиками и проявленные при этом доблесть и мужество» был посмертно удостоен ордена Ленина.

## Награды
Государственные награды генерал-майора Я. К. Кулиева:
- Орден Трудового Красного Знамени Туркменской ССР (1931) — за доблесть и мужество, проявленные в боях по очищению Каракумов от басмачей[19],
- Медаль «XX лет РККА» (1938 год),
- 2 ордена Красного Знамени[20] (11 января и 14 ноября 1942 года),
- Орден Ленина (22 февраля 1943 года, посмертно).

## Публикации
Являлся автором ряда военно-научных публикаций и, в частности, статьи «Бой кавполка в песках (Тактический пример из опыта борьбы с басмачеством)», опубликованной на второй странице № 113 от 18 мая 1940 года ежедневной красноармейской газеты САВО «Фрунзевец».

## Память
Ратный боевой путь генерал-майора Я. К. Кулиева отражён на страницах специально посвящённых ему двух книг: сборника воспоминаний «Генерал Якуб Кулиев» (Ашхабад, 1970 год) и военных мемуаров ветерана органов военной контрразведки подполковника в отставке А. С. Кибальникова «Огненные рубежи» (Ашхабад, 1979 год).
Кроме того, его имя озвучено на страницах военных мемуаров советских военачальников, в том числе: Маршала Советского Союза С. С. Бирюзова (Когда гремели пушки / Воениздат, 1962); генерала армии А. С. Жадова (Четыре года войны / Воениздат, 1978); генерала армии С. П. Иванова (Штаб армейский, штаб фронтовой / М.: Воениздат, 1990) и генерал-лейтенанта в отставке Х. Л. Харазия (Дорогами мужества / М.: Воениздат, 1984), — а также в журнальных и газетных публикациях.
Биографические сведения о генерале приведены в документальной повести туркменского писателя Ашыра Назарова «Звезда Мургаба», выпущенной издательством «Гянджлик» (на азербайджанский язые её перевёл Фахраддин Алиев).

## Семья и родственники
- Жена — Зинаида Васильевна Кулиева[22] (ум. 1982)[23]. Познакомились в 1924 году в Байрам-Али. В этом же году поженились[24].
  - Сын — Борис Кулиев[23] (1926—1933). Умер в Байрам-Али от менингита в возрасте 7 лет[25].
- Родной брат — подполковник Кулам Кулиев  (1903—1986). Выдающийся государственный деятель Туркменской ССР, активный участник борьбы с басмачеством.
  - Племянница — Лилия Кулиева. Проживает в г. Ашхабад[23].
    - Внучатый племянник — Александр Кулиев[23].

  - Племянница — Людмила Кулиева. Проживает в г. Астрахань[23].
    - Внучатый племянник — Алексей (род. 1962)[23].
- Родная сестра — Бадисабах Кулиева (1909—?)[11].
  - Племянница — Хадиджа Аббасова (проживала в г. Гянджа, где работала на текстильной фабрике)[9].
    - Внучатый племянник — Габиб Аббасов[11].

### Видеоссылки
- Документальный фильм «Родом из Шуши» про Якуба Кулиева на YouTube